# José Velázquez Sánchez
José Velázquez Sánchez (Guillena, Sevilla, 29 januari 1937) is een Spaans componist, muziekpedagoog en organist.

## Levensloop
Na zijn muziekstudies was hij organist aan de parochiekerk De los Remedios en professor voor trombone aan de Escuola de Música de Banda Municipal de Sevilla. Als componist schreef hij vooral processiemarsen voor de Semana Sancta in Sevilla en andere processies in Andalusië.

## Composities

### Werken voor banda (harmonieorkest)
- 1989 Aniversario Macareno
- 1991 Guadalupe Madre de la hispanidad
- 1991 Esperanza de Sor Ángela
- 1992 Victoria Cigarrera
- 1999 Estrella Coronada

- Biblioteca Nacional de España: XX1059153
- Virtual International Authority File: 70154936
- WorldCat: E39PBJbWvGtftHWwjctdTJM9Dq